# Folkomröstningen om Nya Kaledoniens självständighet 2020
Den andra folkomröstningen om Nya Kaledoniens självständighet genomfördes den 4 oktober 2020. Den första folkomröstningen hölls år 2018 och då röstade 56,67 % emot självständigheten. Totalt kommer det att genomföras tre folkomröstningar. Det ursprungliga datumet flyttades från 6 september till den 4 oktober på grund av coronapandemin.

## Bakgrund
Nya Kaledonien, som har varit en del av Frankrike sedan 1853, har haft spänningar mellan fransmän och regionens ursprungsfolk, kanaker. Sedan 1980-talet har de två grupperna haft våldsamma konflikter.
År 1998 kom de två grupperna överens om att ordna tre separata folkomröstningar om självständigheten, vilket kallas för Nouméa-avtalet. Den tredje omröstningen kommer att anordnas 2022.

## Resultat
|                      | Röster  | Andel (%) |
| -------------------- | ------- | --------- |
| Ja                   | 71 533  | 46,74     |
| Nej                  | 81 503  | 53,26     |
| Giltiga röster       | 153 036 |           |
| Ogiltiga röster      | 1882    |           |
| Registrerade väljare | 180 799 | 180 799   |
| Valdeltagande        | 85,69 % | 85,69 %   |
| Källa:               |         |           |